# Lopadorrhynchus brevis
Lopadorrhynchus brevis är en ringmaskart som beskrevs av Grube 1855. Lopadorrhynchus brevis ingår i släktet Lopadorrhynchus och familjen Lopadorrhynchidae. Utöver nominatformen finns också underarten L. b. nuchalis.